# Jozef Škula
Jozef Škula (24. března 1923 – 13. října 2012) byl slovenský a československý politik Strany slobody (její dlouholetý místopředseda), poúnorový poslanec Slovenské národní rady, Národního shromáždění ČSSR a poslanec Sněmovny lidu Federálního shromáždění za normalizace.

## Biografie
V březnu 1954 se jako náhradník stal poslancem Slovenské národní rady. Ve volbách roku 1964 byl zvolen za Stranu slobody do Národního shromáždění ČSSR za Západoslovenský kraj. V Národním shromáždění zasedal až do konce volebního období parlamentu v roce 1968.
K roku 1968 se profesně uvádí jako správce nemocnice z obvodu Šaľa. V rámci společenských a personálních změn během pražského jara se v květnu 1968 stal místopředsedou Strany slobody. Ve funkci byl potvrzen i na konferenci strany v prosinci 1972 již za normalizace. Na postu setrval i v následujících letech a místopředsedou byl zvolen i na sjezdu strany v únoru 1988.
Po federalizaci Československa usedl roku 1969 do Sněmovny lidu Federálního shromáždění (volební obvod Šaľa). Mandát získal i ve volbách v roce 1971, volbách v roce 1976, volbách v roce 1981 a volbách v roce 1986. Ve Federálním shromáždění setrval do ledna 1990, kdy ho Strana slobody odvolala z poslaneckého postu v rámci procesu kooptace do Federálního shromáždění po sametové revoluci.